# M.Brain
M.Brain(엠브레인)은 뇌파를 측정해 운전자의 컨디션을 확인할 수 있는 자율주행 기술이다.

## 상세
2021년 7월 21일 처음 공개됐다. M.Brain은 운전자가 이어셋 형태의 센서를 착용하면 귀 주변에 흐르는 뇌파를 감지해 운전자의 컨디션을 실시간으로 측정한다. 뇌파에서 나오는 정보를 분석해 운전자의 상태를 판단하는 소프트웨어 기술이 특징이다. 스마트폰 앱과 연동할 경우 운전자의 주의력이 떨어졌을 시 앱을 통해 알려주며 운전석 주위의 LED, 진동 시트, 헤드레스트 스피커 등을 통해 감각기관에 경고를 주는 사고 저감기술도 작동한다. 이를 통해 운전자의 졸음운전이나 갑작스런 건강 이상으로 발생할 수 있는 대형사고를 예방한다.

## 현황
대한민국 경기도와 협업해 도내 공공버스에 시범 적용 및  평가 과정을 거쳐 이를 확대할 예정이다. 또한, 지자체와 운송업계 등과 협업해 버스와 상용차를 중심으로 실증작업이 이뤄질 예정이다. 

## 같이 보기
- 현대모비스
- 뇌파
- 스트레스
- 운전자
- 자율주행